# Maria do Couto Maia-Lopes
Maria do Couto Maia-Lopes (24 de outubro de 1890 — 25 de julho de 2005) foi, até hoje, a segunda mais velha pessoa portuguesa de sempre e uma das poucas supercentenárias no mundo. Morava em Grijó, perto de Vila Nova de Gaia. Faleceu aos 114 anos e 274 dias.
Lembrava-se do dia em que o último rei de Portugal, D.Manuel II, visitou a localidade próxima de Espinho, em 23 de Novembro de 1908.
Encontrava-se praticamente cega e surda, estando acamada nos últimos três anos de vida, desde um acidente com água a ferver.
Teve oito filhos, sete netos, dez bisnetos e cinco trinetos e era viúva desde 1942. Como curiosidade, uma das suas bisnetas casou com um neto do homem mais velho de Portugal.
Em 2007, era a 26ª pessoa mais velha de sempre à data da morte.
1. ↑  Notícia sobre Maria do Couto Maia-Lopes